# Achéménès
Pour les articles homonymes, voir Achéménès (homonymie).
Achéménès (en grec ancien : Αχαιμένης), est l'ancêtre éponyme probablement mythifié de la dynastie des Achéménides. Les achéménides sont une maison princière perse d'origine iranienne qui revendiquait la descendance de cet ancêtre ayant vécu au début du VIIe siècle av. J.-C.
Ses descendants règnent sur la Perse durant plus de deux siècles, dont les plus illustres sont Cyrus le Grand, Darius Ier, Xerxès Ier, Artaxerxès Ier, Artaxerxès II, Artaxerxès III ou encore Darius III.

## Biographie
Souverain de Pasargades, son nom apparaît dans l'inscription de Behistun, dictée par Darius, qui le revendique comme ancêtre commun de tous les rois d'Anshan, puis de Perse.
Il règne sur la Parsumah (en français : « Terre des Perses »), État vassal de l'empire Mède, et c'est donc pour cette raison qu'il lève une armée contre le roi assyrien Sennachérib en 681 av. J.-C.
Son fils Teispès, qui lui succède, est le premier roi d'Ashan.
Marie-Nicolas Bouillet et Alexis Chassang considèrent qu'il aurait été identique au Djemchid cité dans l'Avesta, dont le nom aurait été défiguré par les Grecs.

## Famille

### Mariage et enfants
De son mariage avec une femme inconnue, il a :
- Teispès.